# Xestia coronata
Xestia coronata là một loài bướm đêm trong họ Noctuidae.